# 항성 자기장

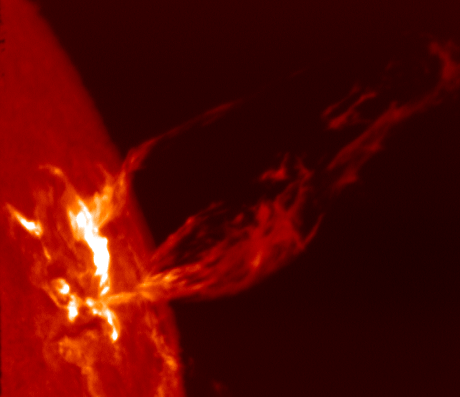
태양의 자기장이 필라멘트 분출을 유도하고 있다. NOAA 이미지.

항성 자기장(恒星 磁氣場, stellar magnetic field)은 행성 자기장과 비슷하게 항성 내부의 전도성의 플라즈마가 운동하면서 자기장이 생기는 것이다. 이러한 운동은 물질의 물리적인 운동을 통하여 에너지를 전달하는 대류를 통하여 형성된다. 국소적인 자기장은 힘을 가하여 밀도 증가 없이 압력을 효과적으로 증가시킨다. 그 결과로 자화된 영역은 플라즈마의 나머지 부분에 비해 상대적으로 상승하여 별의 광구에 도달하게 된다. 이것으로 인해 표면에 흑점과 관련된 코로나 루프 현상이 발생하게 된다.

## 관측
별의 자기장은 제이만 효과를 사용하여 측정할 수 있다. 일반적으로 별의 대기에서 원자는 전자기 스펙트럼에서의 특정 주파수의 에너지를 흡수하여 스펙트럼에 특징적인 어두운 흡수선을 생성한다 . 그러나 원자가 자기장 내에 있다면 흡수선은 여러 개의 밀접한 간격의 선으로 분리된다. 에너지는 또한 자기장의 방향에 따라 편광된다 . 이 사실을 이용해 별의 자기장의 강도와 방향은 제만 효과 선을 조사하여 결정할 수 있다.
별의 자기장을 측정하는 데는 별 분광편광계가 사용된다. 이것은 분광기와 편광계를 결합한 것으로 구성된다. 별의 자기장 연구에 사용된 최초의 기기는 프랑스 피레네산맥의 피크 뒤 미디 드 비고르에 있는 베르나르 리오 망원경 에 장착된 NARVAL이었다.
지난 150년 동안의 자기계 측정을 포함하여,  나이테의 14 C , 얼음 코어의 10 Be를 이용한 측정은 10년, 100년 및 1천년 단위의 시간 척도에서 태양의 상당한 자기적 변동성을 확립하였다.

## 장의 생성
태양 다이너모이론 에 따르면, 별의 자기장은 별의 대류층 내에서 발생해야 한다. 전도성 플라즈마의 대류 순환은 다이너모처럼 기능을 한다. 이런 활동은 별의 원시 자기장을 파괴한 후 쌍극자 자기장을 생성한다. 별이 서로 다른 위도에 따라 서로 다른 속도로 회전하는 차등 회전을 겪으면서, 자기장은 별을 감싸는 "플럭스 로프"의 토로이드형 자기장으로 감겨진다. 자기장은 고도로 집중될 수 있고, 표면으로 나올 때 활동을 생성한다.
전도성치 있는 가스 또는 액체 회전체의 자기장은 차등 회전, 코리올리 힘 및 유도의 조합으로 인해 자체적으로 전류가 증폭, 자체 생성 자기장을 발생시킨다. 전류의 분포는 수많은 열려있거나  닫혀있는 고리들로 인해 매우 복잡할 수 있고, 이것으로 인해 전류의 바로 근처에 있는 자기장도 상당히 꼬여 있게 된다. 그러나 먼 거리에서는 반대 방향으로 흐르는 전류의 자기장이 상쇄되고 순 쌍극자장만 남아 거리에 따라 천천히 감소한다. 주요 전류가 전도성 질량 운동(적도 전류) 방향으로 흐르기 때문에 생성되는 자기장의 주요 구성 요소는 적도 전류 고리의 쌍극자장이며, 따라서 회전체의 지리적 극의 근처에 자극이 생성된다.
모든 천체의 자기장은 특정 펄사 와 같은 주목할 만한 예외를 제외하고는 회전 방향과 정렬되는 경우가 많다 .

### 주기적인 자기장의 역전
이 다이너모 이론의 또 다른 특징은 전류가 직류가 아닌 교류라는 것이다. 전류의 방향, 즉 생성되는 자기장의 방향은 다소 주기적으로 변하며, 진폭이 변하고 방향이 역전되지만, 회전축과 거의 일치한다.
태양의 주요 자기장 성분은 11년마다 방향이 역전되므로(주기는 약 22년) 역전되는 시간 근처에서 자기장의 크기가 약해진다. 이 휴면 기간 동안 태양의 흑점 활동이 최대(플라즈마에 대한 자기 제동이 없기 때문에)이고, 그 결과 고에너지 플라즈마가 코로나와 행성 간 공간으로 대량으로 방출된다. 반대 방향의 자기장과 이웃 하는 흑점이 충돌하면 빠르게 사라지는 자기장 영역 근처에 강한 전기장이 생성된다. 이 전기장은 전자와 양성자를 고에너지(수 keV)로 가속하여 태양 표면을 떠나는 매우 뜨거운 플라즈마 제트와 코로나 플라즈마를 고온(수백만 K)으로 가열한다.
기체나 액체가 매우 점성이 높아 난류 차등 운동이 발생하는 경우, 자기장의 역전은 그다지 주기적이지 않을 수 있다. 이러한 현상은 점성을 가진 외핵의 난류에 의해 생성되는 지구 자기장의 사례와 같다.

## 같이 보기
- 사냥개자리 알파²형 변광성
- 다이너모 이론
- 지자기
- 자기장
- 특이별
- 양자리 SX형 변광성

1. ↑  Brainerd, Jerome James (July 6, 2005). "X-rays from Stellar Coronas". The Astrophysics Spectator. Retrieved 2007-06-21.
2. ↑  Wade, Gregg A. (2004년 7월). “Stellar magnetic fields: the view from the ground and from space”. 《Proceedings of the International Astronomical Union》 (영어) 2004 (IAUS224): 235–243. doi:10.1017/S1743921304004612. ISSN 1743-9213.
3. ↑  Basri, Gibor (2006년 2월 3일). “Big Fields on Small Stars”. 《Science》 (영어) 311 (5761): 618–619. doi:10.1126/science.1122815. ISSN 0036-8075.
4. ↑  Staff (February 22, 2007). "NARVAL: First Observatory Dedicated To Stellar Magnetism". Science Daily. Retrieved 2007-06-21.
5. ↑  Lockwood, M.; Stamper, R.; Wild, M. N. (1999년 6월). “A doubling of the Sun's coronal magnetic field during the past 100 years”. 《Nature》 (영어) 399 (6735): 437–439. doi:10.1038/20867. ISSN 0028-0836.
6. ↑  Beer, Jürg (2000). "Long-term indirect indices of solar variability". Space Science Reviews. 94 (1/2): 53–66. Bibcode:2000SSRv...94...53B. doi:10.1023/A:1026778013901. S2CID 118631957.
7. ↑  Kirkby, Jasper (2007년 11월). “Cosmic Rays and Climate”. 《Surveys in Geophysics》 (영어) 28 (5-6): 333–375. doi:10.1007/s10712-008-9030-6. ISSN 0169-3298.
8. ↑  Piddington, J. H. (1983). “On the origin and structure of stellar magnetic fields”. 《Astrophysics and Space Science》 (영어) 90 (1): 217–230. doi:10.1007/BF00651562. ISSN 0004-640X.